# Dunia (pel·lícula de 2005)
Dunia (دنيا, Dunia: Balach Tboussni fi 'Aynaya) és una pel·lícula dramàtica de 2005 dirigida per Jocelyne Saab, considerada una producció egipci-franco-libanesa-marroquina. Va participar en el Festival de Sundance de 2006.
La pel·lícula, considerada controvertida arran de la presència de la ablació femenina en la trama, ha sofert censura a Egipte. S'han traçat paral·lelismes temàtics i argumentals amb el film Khali Balak min Zuzu. La seva actriu principal, que interpreta el personatge de Dunia, és l'egípcia Hanan Turk.

## Argument
Estudiant de poesia sufí i dansa oriental a el Caire, Dunia aspira a ser ballarina professional i a trobar-se amb si mateixa. Durant un concurs, coneix al seductor Dr. Beshir, il·lustre pensador sufí i home de lletres. Amb ell, provarà el plaer de la paraula en la seva cerca de l'èxtasi a través de la poesia sufí, i descobrirà, als seus braços, el plaer dels sentits. No obstant això, haurà d'enfrontar-se a la tradició, que va destrossar la seva capacitat de sentir plaer, per a poder alliberar el seu cos i ballar amb l'ànima.

## Repartiment
- Hanan Tork : Dunia
- Mohamed Mounir : Beshir
- Fathy Abdel Wahab : Mamdouh
- Sawsan Badr : Arwa
- Youssef Ismail : Antar
- Ayda Reyad : Inayate
- Khaled El Sawy : Hazem

## Producció
- A Dunia, Jocelyne Saab aborda l'excisió a través de l'heroïna, que va patir aquesta violència. Segons Amnistia Internacional, el 97% de les dones estan ablades a Egipte. Aquesta intervenció la practiquen dos països àrabs, Egipte i Sudan.
- Jocelyne Saab va trobar dificultats per obtenir un permís de rodatge al Caire a causa del contingut de la seva pel·lícula, que aborda la sexualitat femenina, un tema tabú a Egipte. Va haver d'adaptar el seu escenari perquè fos acceptat per la censura.[9][10]
- A causa de l'escàndol provocat per la pel·lícula en el moment de la seva estrena, Jocelyne Saab va ser condemnada a mort pels fonamentalistes egipcis. La pel·lícula, però, va guanyar premis en nombrosos festivals internacionals, i va ser notablement a la competició de llargmetratge al Festival de Cinema de Sundance, als Estats Units. Cinc anys més tard, Dunia es va convertir en una pel·lícula de culte al món àrab.

## Crítiques
Pel que fa a la taquilla, Dunia va rebre crítiques positives. Té una nota de 4/5 per 14 ressenyes de premsa a Allociné.
| «                                                   | “És una noia que balla amb la seva por i que fa la pregunta espantosa de la dona àrab. Hi és com un signe d'interrogació. El Caire la diu pertorbada, ja que les seves preguntes són inquietants. La pel·lícula, com sol passar amb Jocelyne Saab, és una mica massa didàctica, fins als detalls (la Dunia es vesteix sistemàticament de vermell). Però estaríem mal disposats a criticar-la perquè vagi sola a lluitar contra els tabús de la societat egípcia, com l'excisió, el nervi secret de la pel·lícula, que afecta el 97% de les dones egípcies (tot i que no es tracta, bàsicament, d'una pràctica islàmica), i, tanmateix, es va mantenir en silenci.» | » |
| — Philippe Azoury, Libération, 6 de setembre de2006 | |   |

| «                                            | (...) "Dunia" és una bella introducció a la comprensió d'una cultura terriblement reduïda pels mitjans de comunicació, així com una crida inequívoca al respecte per a totes les dones. | » |
| — Olivier Barlet, Africultures, 9 mars 2006. | |   |

## Distincions
| Any  | Distinció                                     | Categoria                     | Nom            | Resultat  |
| ---- | --------------------------------------------- | ----------------------------- | -------------- | --------- |
| 2005 | Festival Internacional de Cinema del Caire    | Premi honorífic               | Hanan Tork     | Guanyador |
| 2005 | Festival Internacional de Cinema del Caire    | Premi honorífic               | Mohamed Mounir | Guanyador |
| 2006 | Festival Internacional de Cinema de Montreal  | Grand Prix des Amériques      | Jocelyn Saab   | Nominat   |
| 2006 | Festival de cinema de High Falls              | Millor pel·lícula             | Jocelyn Saab   | Guanyador |
| 2006 | Festival de Cinema de Milà                    | Premi de la Província de Milà | Jocelyn Saab   | Guanyador |
| 2006 | Festival de Cinema de Sundance                | Gran Premi del Jurat          | Jocelyn Saab   | Nominat   |
| 2006 | Festival Internacional de Cinema de l'Algarve | Millor pel·lícula             | Jocelyn Saab   | Guanyador |
| 2006 | Festival Internacional de Cinema de Friburg   | Premi del Públic              | Jocelyn Saab   | Guanyador |
| 2006 | Festival Internacional de Cinema de Friburg   | Prix E-Changer                | Jocelyn Saab   | Guanyador |
| 2006 | Festival Internacional de Cinema de Friburg   | Gran premi                    | Jocelyn Saab   | Nominat   |
| 2006 | Festival Internacional de Cinema de Kerala    | Faisà d'or                    | Jocelyn Saab   | Nominat   |
| 2006 | Festival Internacional de Cinema de Singapur  | Premi Pantalla de Plata       | Jocelyn Saab   | Guanyador |